# Chico (Waszyngton)
Chico – jednostka osadnicza w Stanach Zjednoczonych, w stanie Waszyngton, w hrabstwie Kitsap.